# Ici Mayenne
 (février 2022).
Ici Mayenne, anciennement France Bleu Mayenne, est l'une des stations de radio généralistes du réseau Ici de Radio France. Elle a pour zone de service la Mayenne. Elle a commencé à émettre en 1980 sous le nom Radio Mayenne.

## Historique

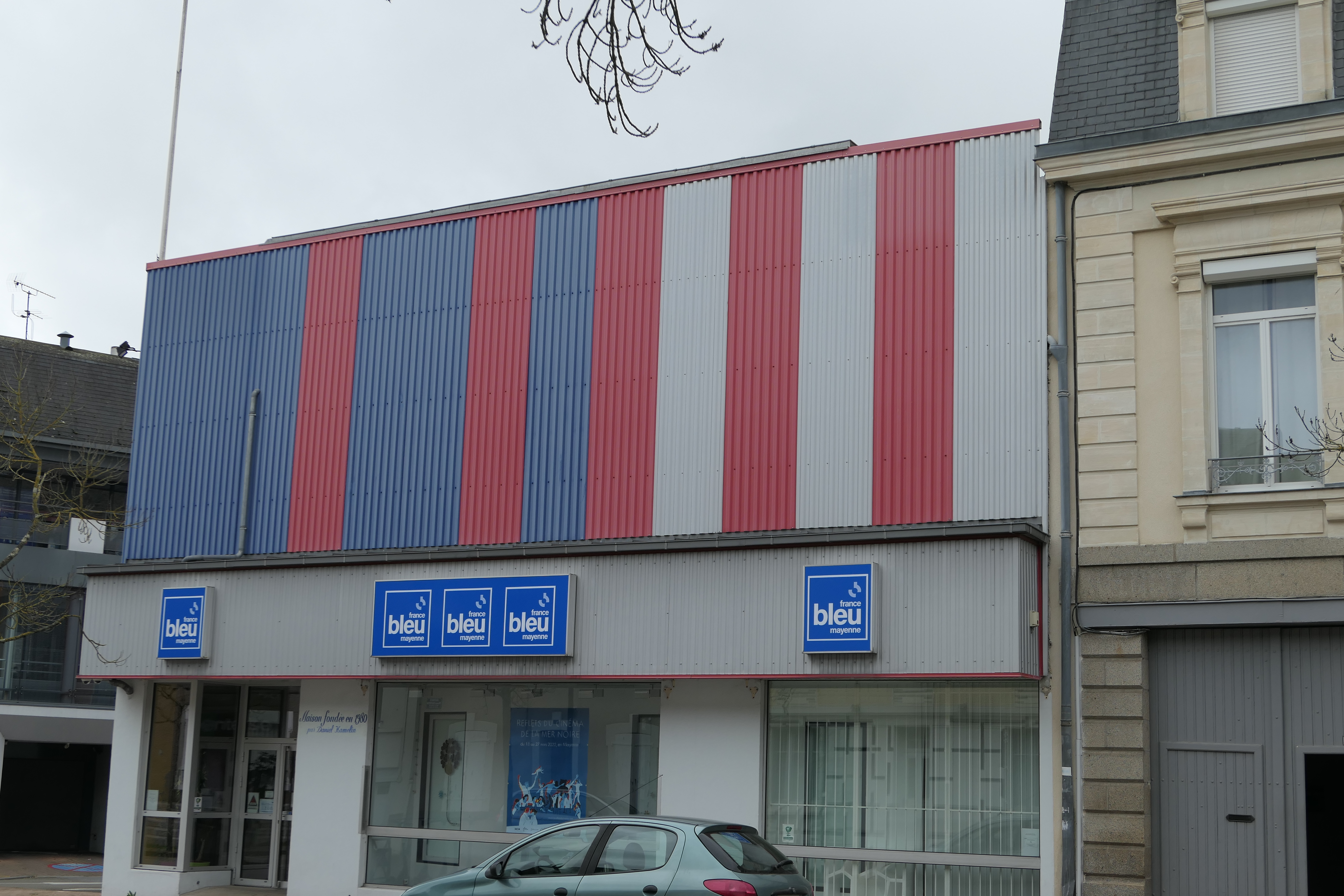
Siège de la radio, avenue Robert-Buron, à Laval.

En 1980, Radio France reçoit l'autorisation de créer trois radios locales : Fréquence Nord, Radio Mayenne et Melun FM.  Daniel Hamelin, producteur-animateur de France Inter et FR3  prend la responsabilité de la station expérimentale de Radio France en Mayenne à Laval, l'une des toutes premières stations locales expérimentales, mises en place par la Présidente Jacqueline Baudrier. Elle est lancée le 16 juin 1980, et le succès de l'expérience conduit Radio France à développer un réseau de plusieurs dizaines de radios locales regroupées désormais au sein du réseau France Bleu. 
Son succès fut très important dès 1980, la situation privilégiée de son émetteur sur le Mont-Rochard lui donnant une zone de réception débordant largement du département de la Mayenne, jusqu'aux villes d'Angers et du Mans. Beaucoup d'artistes y sont intervenus (Goldman, Cabrel, Michel Berger etc.).
Le 4 septembre 2000, les radios locales de Radio France sont réunies dans le réseau France Bleu qui fournit un programme commun national que reprennent les programmes locaux des stations en régions.

## Personnel

### Encadrement
L'équipe d'encadrement est composée en janvier 2025 de :
- Directrice : Delphine Garnault
- Responsable des programmes : Pascal Fouchet
- Rédacteur en chef : Germain Treille
- Responsable technique : Clémence Bonfils

### Anciens animateurs
- Christine Authier
- Yves Derisbourg
- Noël Meslier[2]

## Programmation
Les programmes départementaux de France Bleu Mayenne sont diffusés en direct de 6 h à 13 h et de 16 h à 19 h du lundi au vendredi, de 7 h à 12 h 30 et de 16 h à 19 h le samedi, et de 7 h à 12 h 30 le dimanche. Les programmes nationaux du réseau France Bleu sont diffusés le reste de la journée.